# Lakes Entrance
Lakes Entrance es un centro turístico costero y puerto pesquero ubicado al este de Victoria, Australia. Se encuentra aproximadamente a 320 kilómetros (200 mi) al este de Melbourne, cerca de un canal artificial controlado que conecta los lagos de Gippsland con el estrecho de Bass. En el censo de 2016, Lakes Entrance tenía una población de 4.810 personas.
Originalmente, el municipio fue llamado Cunninghame, como la oficina de correo inaugurada el 5 de febrero de 1870. Luego, el 1 de enero de 1915, se lo rebautizó Lakes Entrance.

## Descripción
Se puede llegar a Lakes Entrance -cuya ubicación se encuentra casi a nivel del mar- desde Melbourne a través de Bairnsdale y la ciudad de Kalimna hacia el noroeste por un tramo de la carretera Princes, que serpentea alrededor de un punto saliente en los lagos de Gippsland conocido como Jemmy's Point. Las vistas de The Entrance y Lakes se pueden apreciar desde varios miradores en Jemmy's Point. La carretera Princes  parte del lado noreste de la ciudad a través de campos montañosos hacia Nowa Nowa y Orbost. 
Lakes Entrance es un pueblo que vive principalmente de la pesca y el turismo. El frente principal de la playa es un puerto para pesca comercial y actividades acuáticas recreativas. La playa de surf es vigilada cada verano por el [./https://en.wikipedia.org/wiki/Lakes_Entrance_Surf_Life_Saving_Club Lakes Entrance Surf Life Saving Club] (SLSC) desde noviembre hasta marzo, y por patrullas de socorristas desde fines de diciembre hasta fines de enero. La zona costera está poblada por la flota pesquera y dos restaurantes flotantes: una cafetería y marisquería llamada Ferrymans y un restaurante llamado The Floating Dragon Dockside. En la calle principal se encuentran tiendas, cámpines y estacionamientos para casas rodantes, un supermercado Woolworths, una tienda Target Country inaugurada en 2007, un KFC y un McDonald inaugurado en septiembre de 1997. El área residencial principal se encuentra alejada en el interior del pueblo.
Lakes Entrance cuenta con varios estacionamientos para casas rodantes y lugares para acampar gratis en el bosque estatal Colquhoun.
Las principales ciudades cercanas son Bairnsdale y Orbost. Lakes Entrance forma parte del Condado de Gippsland Este. 
Otras ciudades del condado son [./https://en.wikipedia.org/wiki/Swan_Reach,_Victoria Swan Reach], Johnsonville, Kalimna, Nicholson, Metung y Lago Tyers.

## Deportes
La ciudad tiene un equipo de fútbol australiano que compite en la Liga de Fútbol de East Gippsland.
Además, tiene un club de hockey en la Asociación de Hockey de East Gippsland, aunque todavía juega bajo el nombre de su ciudad natal original, Swan Reach. 
Los golfistas juegan en el campo de golf de 18 hoyos de Lakes Entrance en Golf Links Road , así como también en el campo de 9 hoyos de Lakes View en Palmers Road.

## Galería

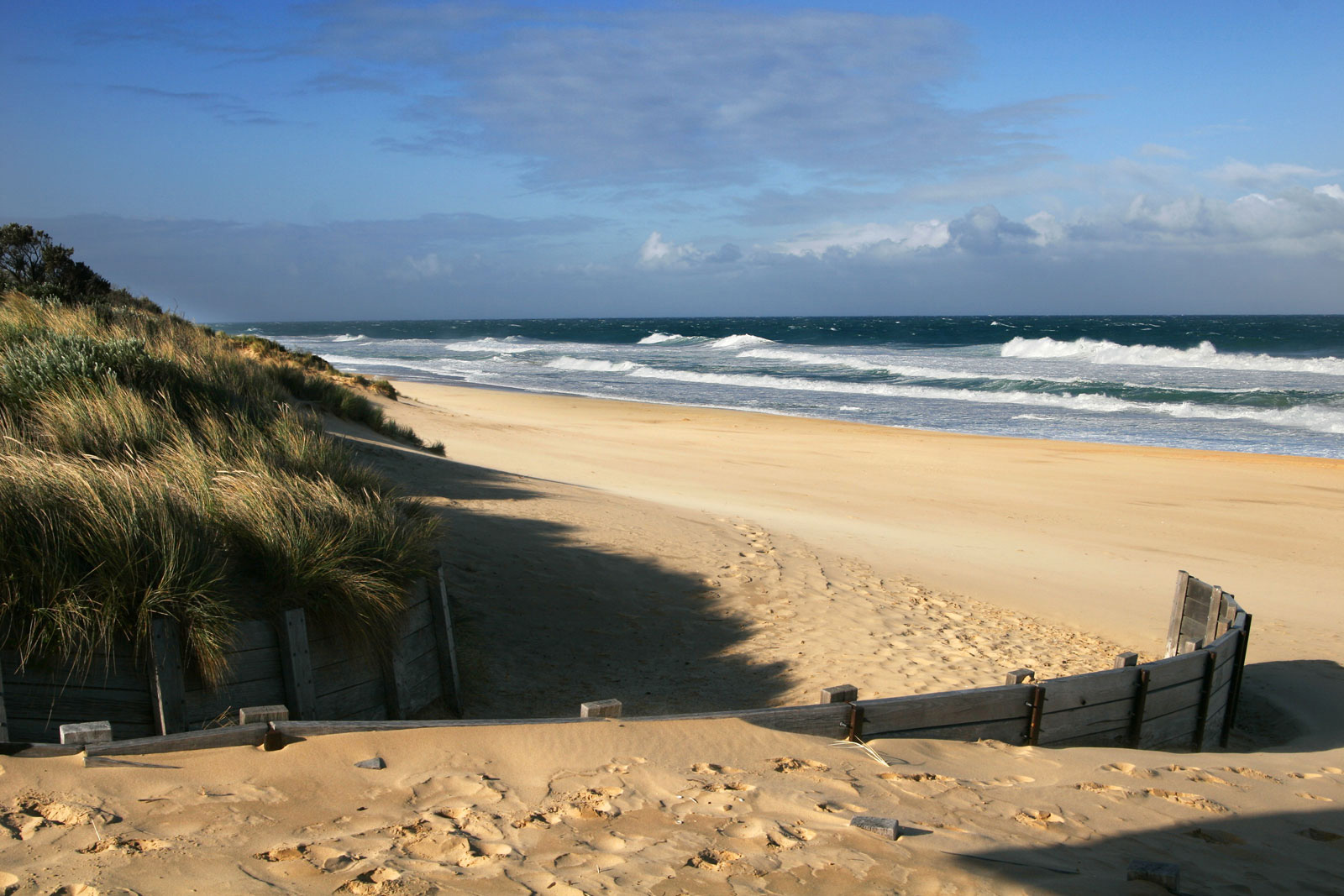
Playa de las noventa millas
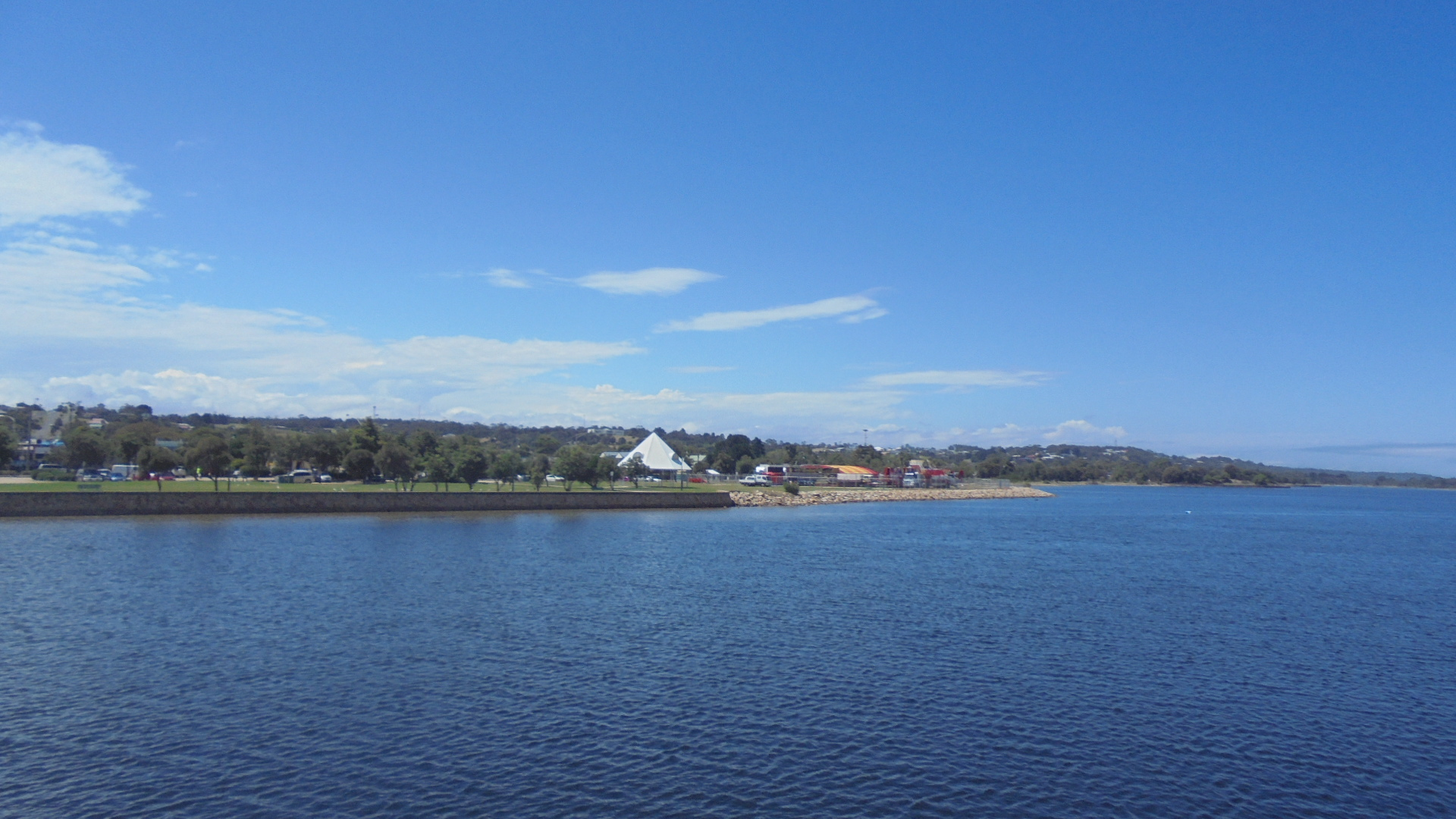
Cunninghame Arm
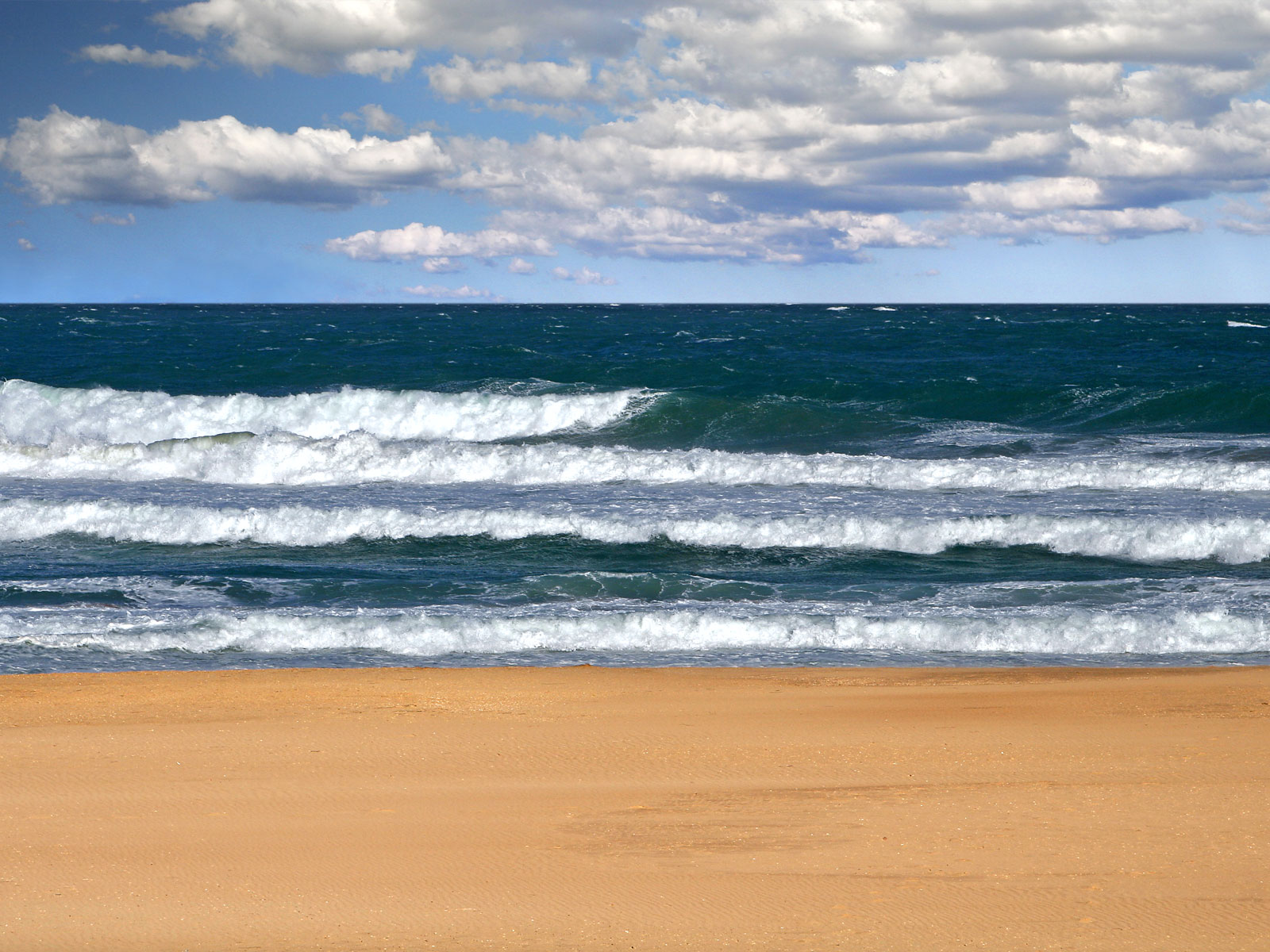
Playa de las noventa millas
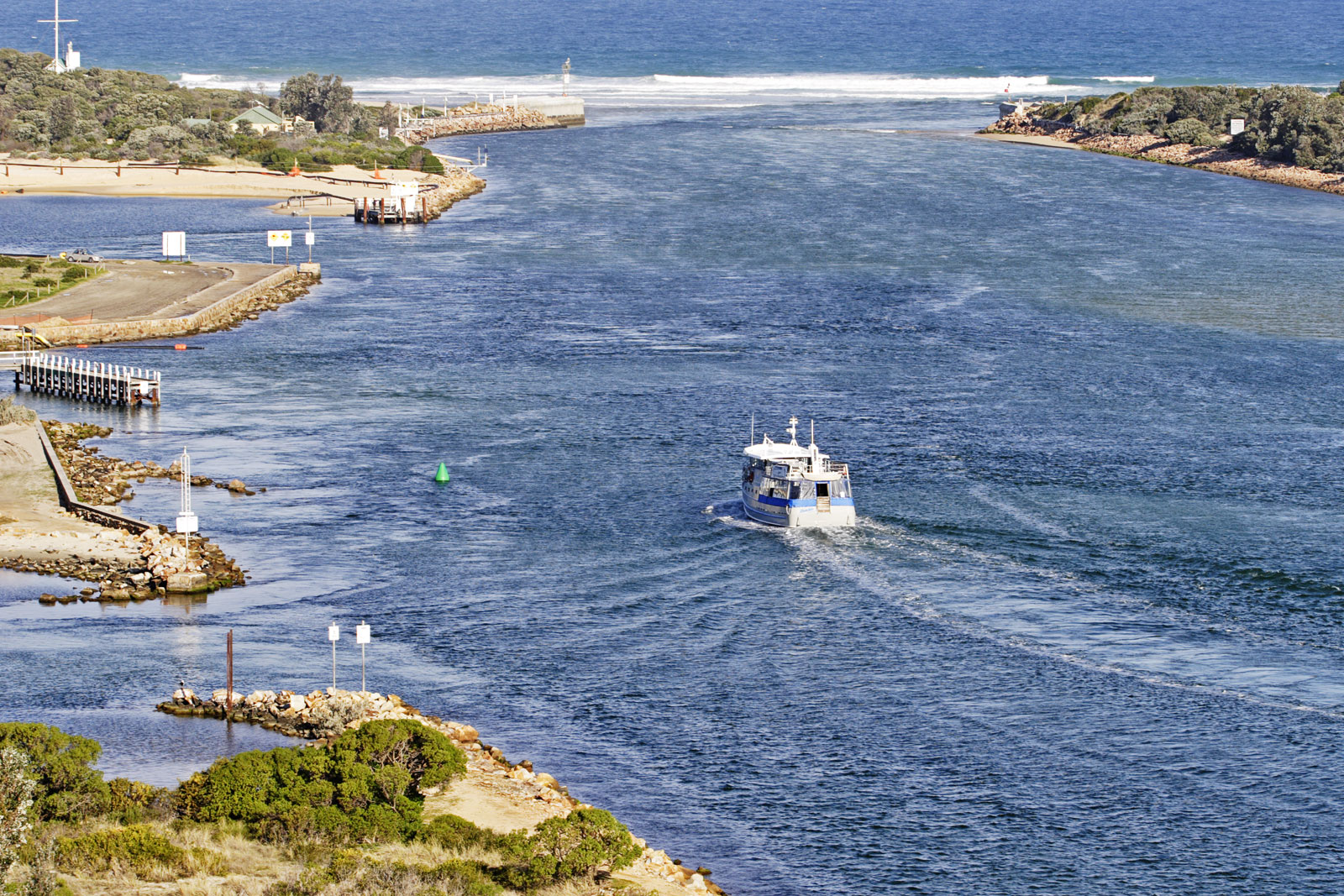
Entrada a los lagos de Gippsland en Lakes Entrance
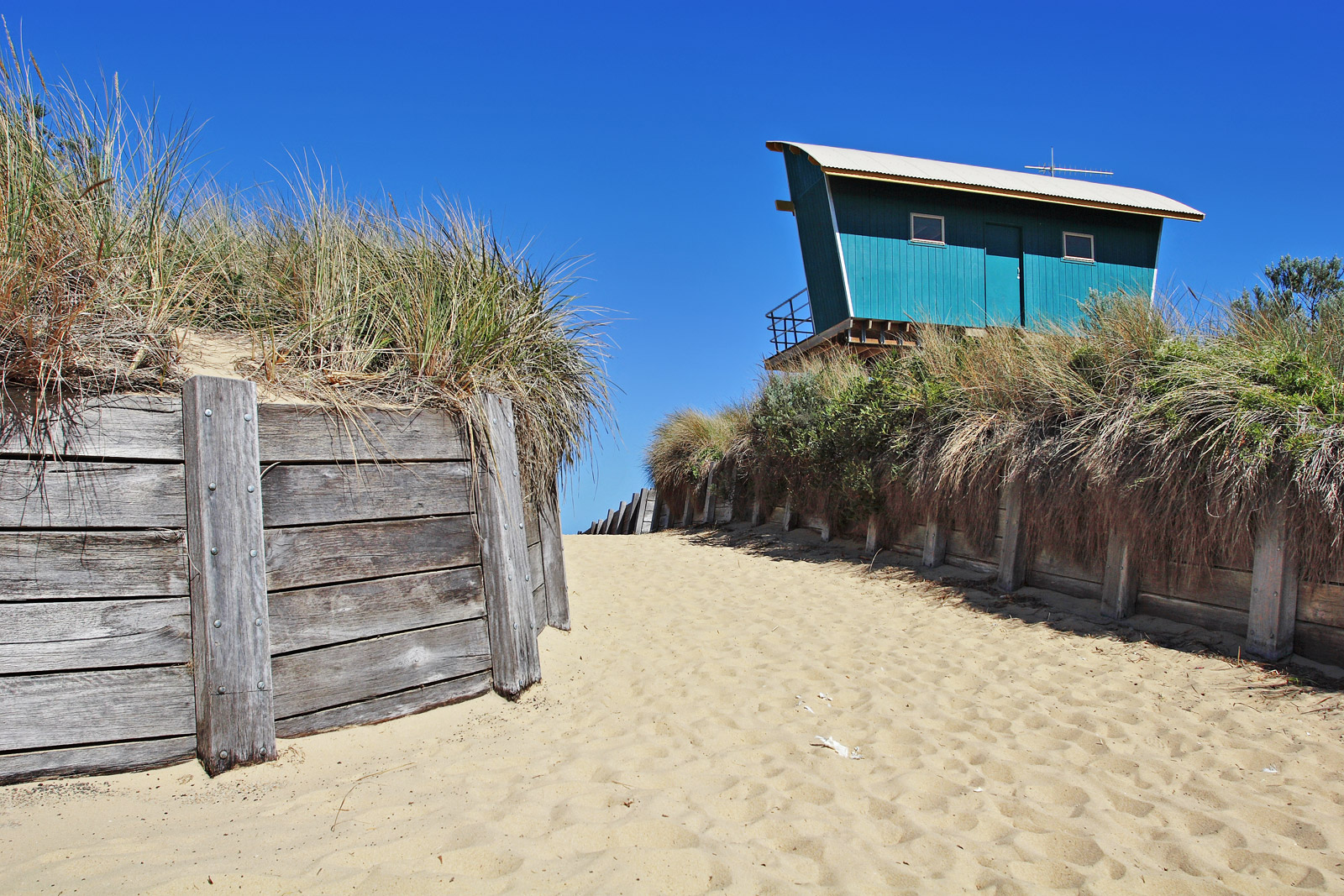
Mirador del club SLSC de Lakes Entrance en la playa de surf de Main Beach
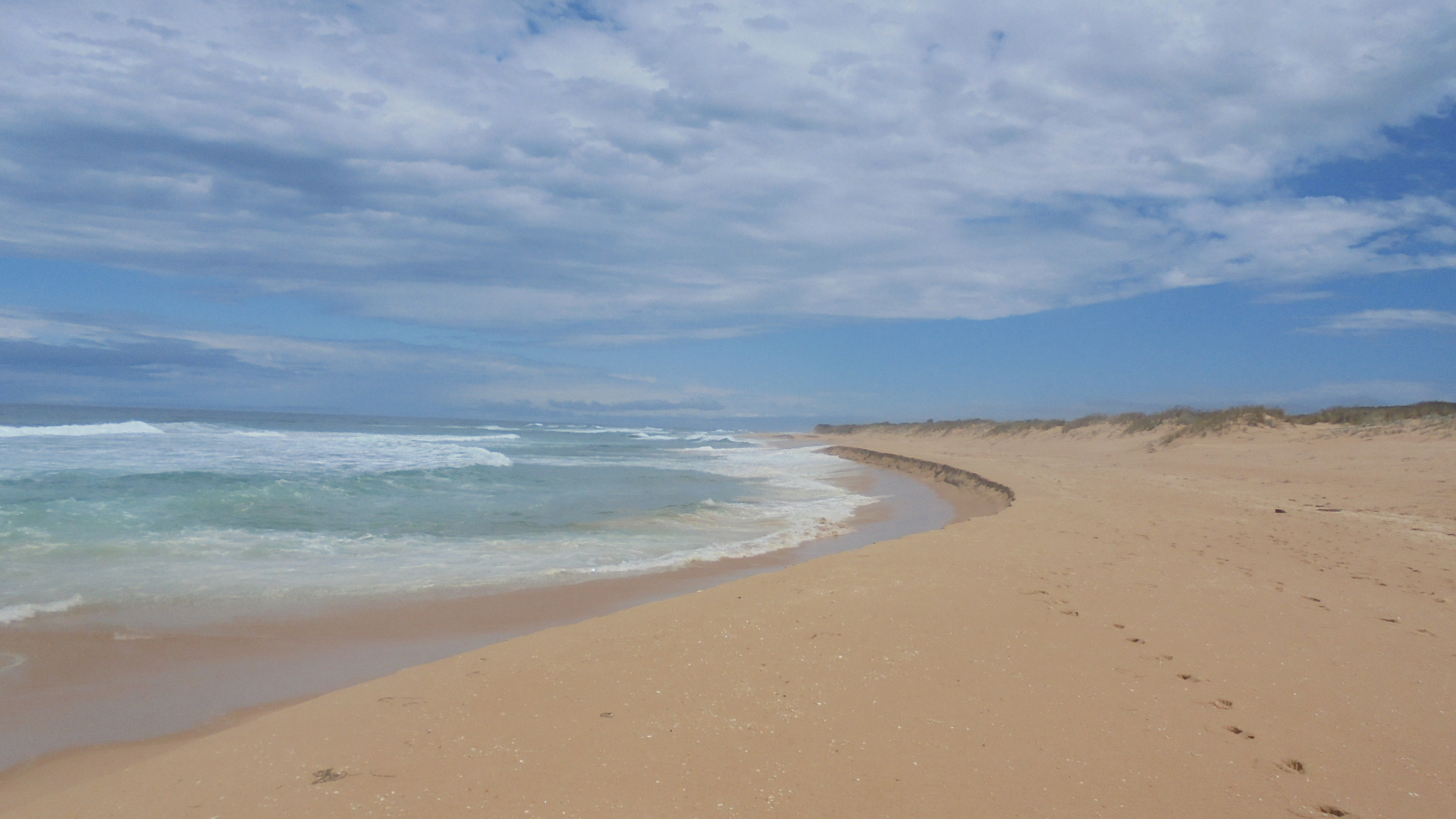
Playa de las noventa millas

## Personas notables
Personas notables que nacieron o vivieron en Lakes Entrance:
- Aaron Symons, entrenador de fútbol profesional enDempo en I-Liga
- Hayley Bolding, cofundador de Atma, un conjunto de estrategias educativas para ONG y emprendimientos sociales en Bombay, y ganador del Young Victorian en 2013